# Saint-Amour
Saint-Amour è un comune francese di 2 439 abitanti situato nel dipartimento del Giura nella regione della Borgogna-Franca Contea.

## Società

### Evoluzione demografica
Abitanti censiti